# James Jones (Autor)
James Ramon Jones (* 6. November 1921 in Robinson, Illinois; † 9. Mai 1977 in Southampton, Long Island, New York) war ein US-amerikanischer Schriftsteller.

## Biografie
James Jones war der Sohn von Ramon Jones (1886–1942) und dessen Frau Ada Blessing Jones (1888–1941). Nach dem Highschool-Abschluss in seiner Heimatstadt trat er 1939, mit 17 Jahren, der US-Armee bei und diente im Zweiten Weltkrieg in der 25. Infanterie-Division, die in Schofield Barracks auf der Insel Hawaii stationiert war. Dort erlebte er am 7. Dezember 1941 den Angriff der Japaner auf Pearl Harbor und kämpfte 1942/43 in der Schlacht um Guadalcanal, bei der er im Januar 1943 verwundet wurde. Er kam in das Kennedy Veterans Hospital, ein Militärkrankenhaus in Memphis, und wurde 1944 aus der Armee entlassen.
Anfang 1945 zog er nach New York, studierte an der New York University und lernte Maxwell Perkins kennen, Lektor beim Verlag Charles Scribner’s Sons, der ihn ermutigte, einen Roman über seine Kriegserlebnisse zu schreiben.
1957 heiratete James Jones die Schauspielerin Gloria Mosolino (1928–2006)  und übersiedelte 1959 mit ihr nach Paris. Dort wurde die Tochter Kaylie Jones (* 1960) geboren, die 1990 einen autobiographischen Roman über das Leben der Familie in Paris bis zum Tode ihres Vaters veröffentlichte. Er trägt den Titel A Soldier's Daughter Never Cries (1998), dt. Die Zeit der Jugend (1999), und wurde 1998 von James Ivory verfilmt – mit Kris Kristofferson in der Rolle von James Jones, der hier den Namen Bill Willis trägt.
Im Mai 1968 wurde Jones Zeuge der Pariser Studentenunruhen und machte sie zum Thema seines Romans The Merry Month of May, der 1970 erschien. Anfang 1973 unternahm er eine Reportage-Reise nach Vietnam und veröffentlichte anschließend das Viet Journal.
Im Juli 1974 kehrte er mit seiner Familie in die USA zurück und übernahm in Miami einen einjährigen Lehrauftrag an der Florida International University. Im Jahr darauf erwarb er ein Haus auf Long Island, in Sagaponack, 151 Sagg Main Street, wo er die letzten Jahre seines Lebens verbrachte. Er starb 1977, mit 55 Jahren, an einer Herzinsuffizienz.

## Schaffen
Der Angriff auf Pearl Harbor bildete die Rahmenhandlung des Romans Verdammt in alle Ewigkeit, die Schlacht um Guadalcanal wird in Insel der Verdammten geschildert. Dieses Buch wurde unter dem Titel Der schmale Grat verfilmt. Die Nachwehen des Krieges werden schließlich in dem 1979 posthum erschienenen Roman Die Heimkehr der Verdammten behandelt. Diesen letzten Teil der Trilogie konnte Jones nicht mehr vollenden, bei seinem Tod lagen knapp 31 der 34 Kapitel vor. Nach schriftlichen Notizen und Tonbandaufzeichnungen des Autors wurde das Manuskript, dem Willen von James Jones entsprechend, von Willie Morris fertiggestellt. Alle drei Romane sind durch die Schilderung ähnlicher Charaktere miteinander verknüpft, so dass sich ein Gesamtbild des Pazifikkrieges ergibt.

## Werke
- Pazifikkrieg-Trilogie:
  - From Here to Eternity. Scribner, New York 1951, ISBN 0-385-33364-1. (Aus dem Amerikanischen von Otto Schrag: Verdammt in alle Ewigkeit. S. Fischer, Frankfurt a. M. 1951, ISBN 3-596-16015-4.)
  - The Thin Red Line. Scribner, New York 1962, ISBN 0-385-32408-1. (Aus dem Amerikanischen von Günther Danehl: Der tanzende Elefant. S. Fischer, Frankfurt a. M. 1963, späterer Titel: Insel der Verdammten, ISBN 3-596-14188-5.)
  - Whistle. Delacorte Press, New York 1978, ISBN 0-385-33424-9. (Aus dem Amerikanischen von Emil Bastuk: Die Heimkehr der Verdammten. S. Fischer, Frankfurt a. M. 1979, ISBN 3-596-25155-9.)
- Some Came Running. Scribner, New York 1957, ISBN 0-440-18261-1. (Aus dem Amerikanischen von Werner von Grünau: Die Entwurzelten. S. Fischer, Frankfurt a. M. 1959, ISBN 3-404-00539-2. 1958 verfilmt als „Some Came Running“ / „Verdammt sind sie alle“.)
- Die Pistole, 1959
- The Ice-cream Headache and Other Stories. Delacorte, New York 1968, ISBN 1-888-45135-1. (Aus dem Amerikanischen von Hermann Stiehl: Das Messer und andere Erzählungen. G. B. Fischer, Frankfurt am Main 1971, ISBN 3-596-28100-8.)
- Kraftproben, 1967
- The Merry Month of May, 1970 (Mai in Paris. S.Fischer, Frankfurt/Main 1971)
- A Touch of Danger. Doubleday, Garden City NY 1973, ISBN 0-006-14777-1. (Aus dem Amerikanischen von Emil Bastuk: Das Sonnenparadies. S. Fischer, Frankfurt am Main 1974, ISBN 3-100-36606-9.)

## Verfilmungen
- 1953 – Verdammt in alle Ewigkeit (From Here to Eternity) – Regie: Fred Zinnemann
- 1958 – Verdammt sind sie alle (Some Came Running) – Regie: Vincente Minnelli – Vorlage: "Die Entwurzelten"
- 1963 – Sieben Tage ohne Gnade (The Thin Red Line) – Regie: Andrew Marton – Vorlage: "Insel der Verdammten"
- 1979 – Verdammt in alle Ewigkeit (From Here to Eternity) (TV-Miniserie) – Regie: Buzz Kulik
- 1998 – Der schmale Grat (The Thin Red Line) – Regie: Terrence Malick – Vorlage: "Insel der Verdammten"